# Фраттаміноре
Фраттаміноре (італ. Frattaminore, сиц. Frattaminuri) — муніципалітет в Італії, у регіоні Кампанія,  метрополійне місто Неаполь.
Фраттаміноре розташоване на відстані близько 185 км на південний схід від Рима, 14 км на північ від Неаполя.
Населення — 16 193 особи (2014).

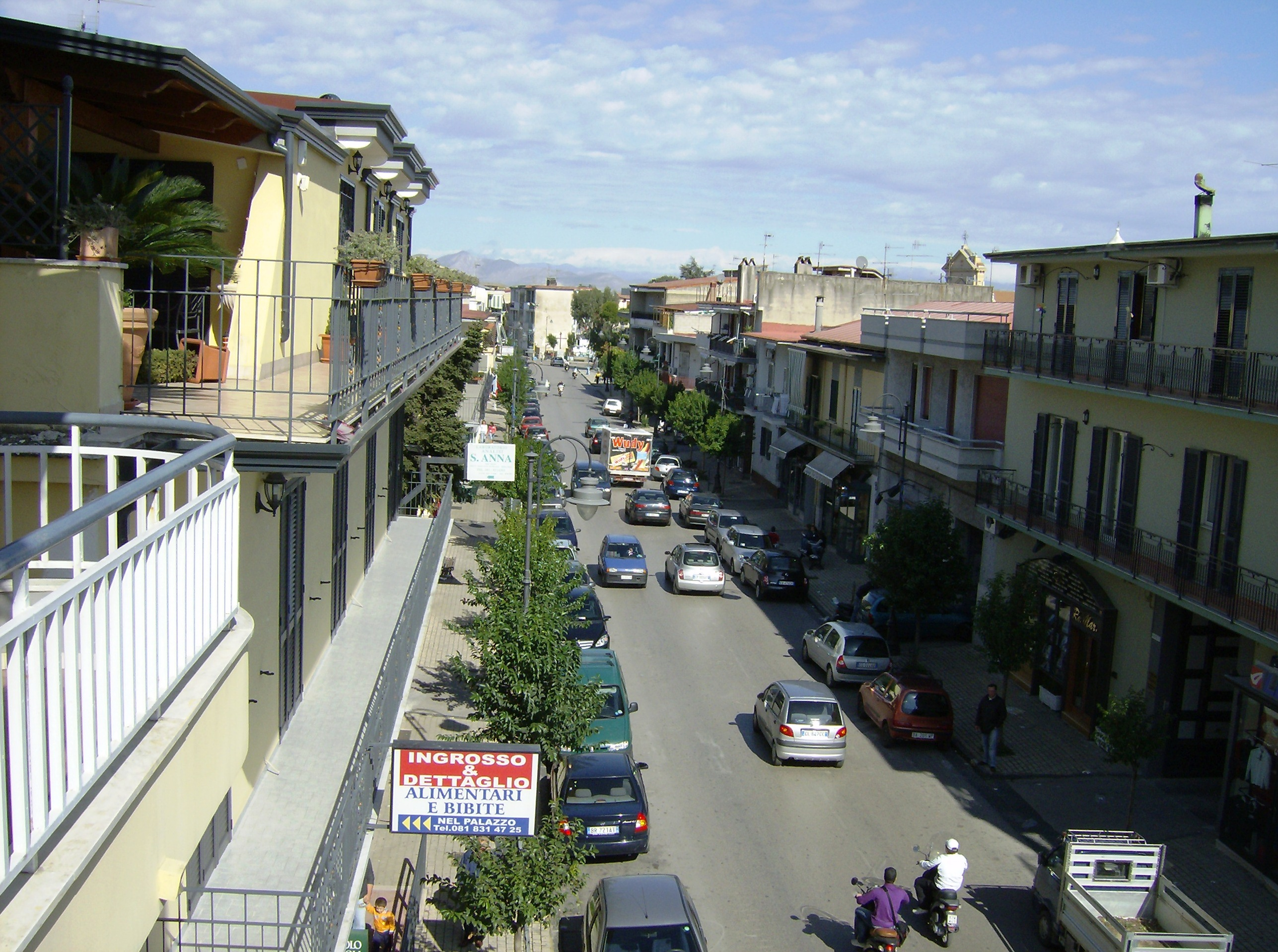

Щорічний фестиваль відбувається 8 жовтня. Покровитель — San Simeone Profeta.

## Демографія
Населення за роками:

Станом на 1 січня 2023 року в муніципалітеті офіційно проживало 316 іноземців з 31 країни, серед них 36 громадян країн Євросоюзу та 52 громадяни України.

## Сусідні муніципалітети
- Криспано
- Фраттамаджоре
- Орта-ді-Ателла
- Сант'Арпіно